# Rueland Frueauf der Ältere

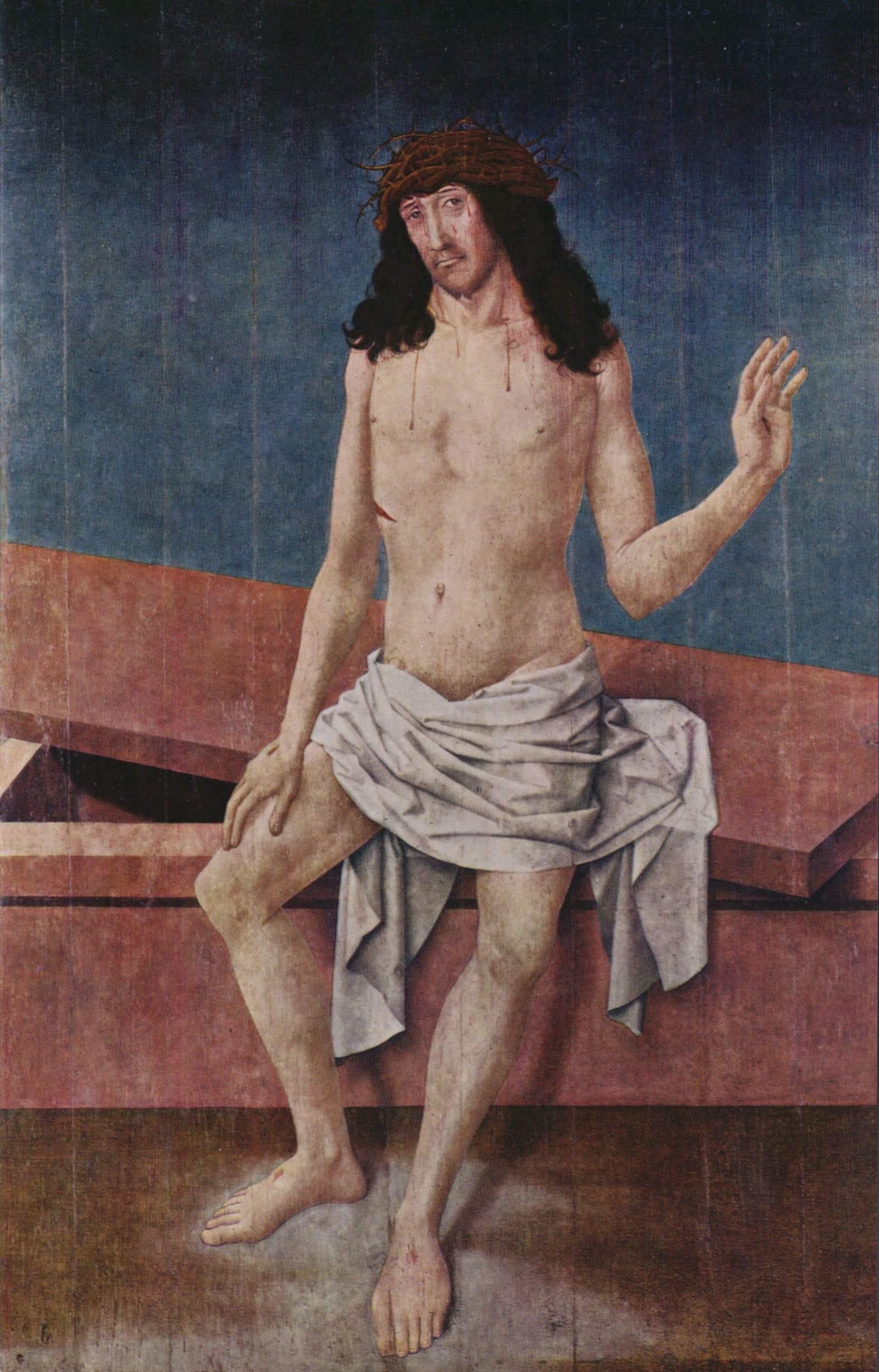
Christus als Schmerzensmann

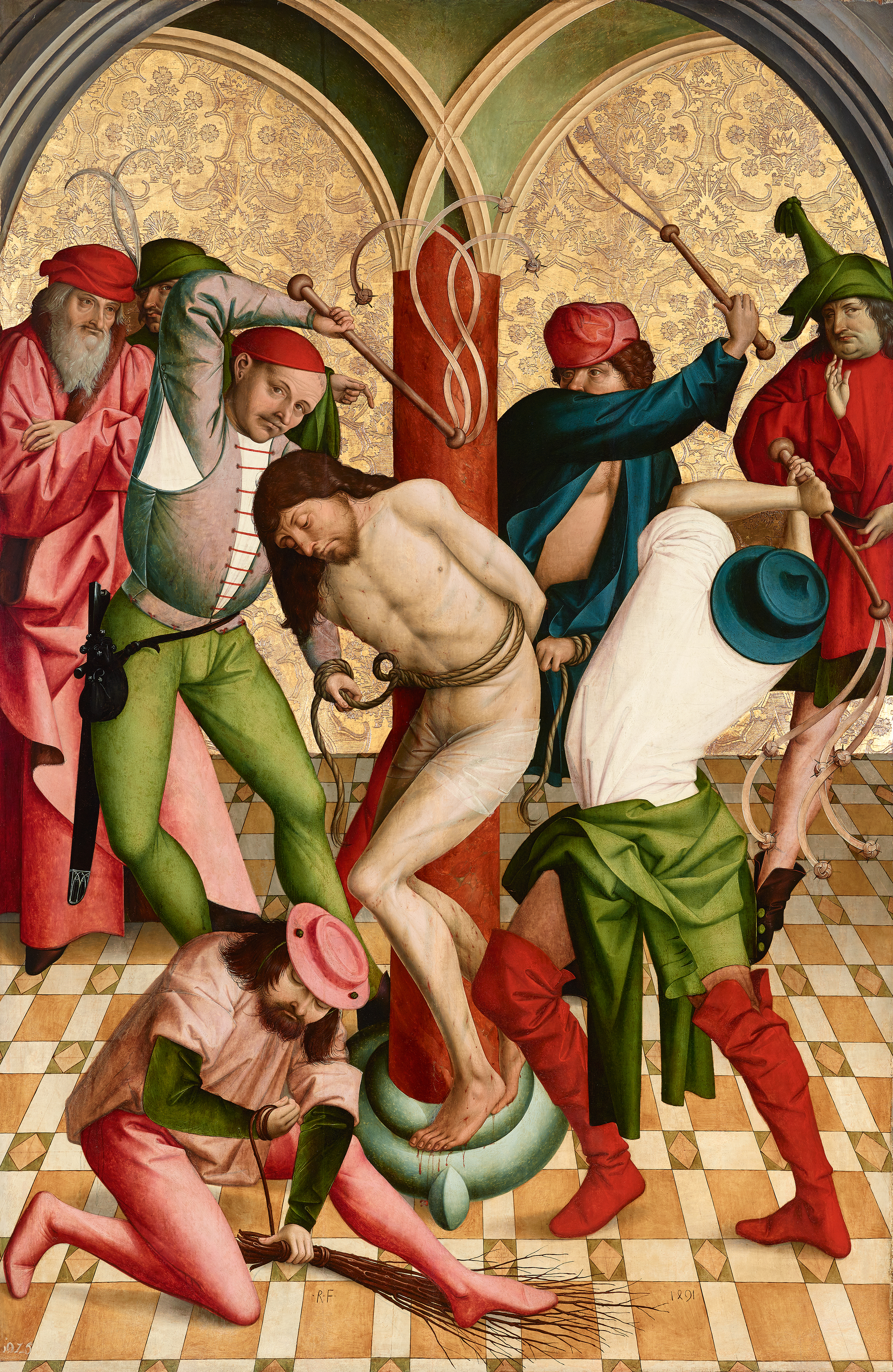
Geißelung Christi, 1491, Belvedere, Wien

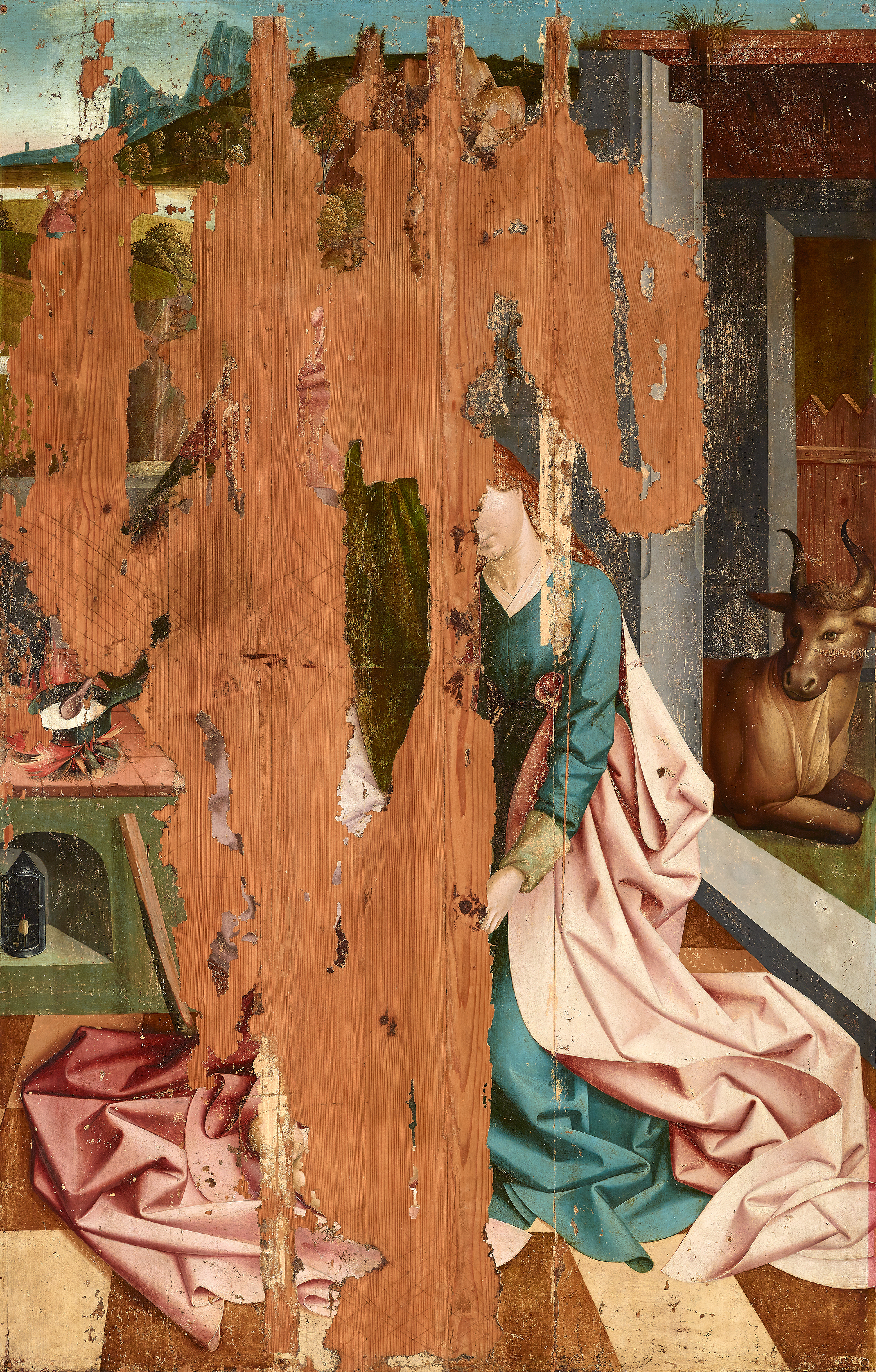
Geburt Christi, um 1490/1491, Belvedere, Wien

Rueland Frueauf der Ältere (* um 1430/50 in Salzburg oder Obernberg am Inn; † 12. Mai 1507 in Passau) war ein deutscher bzw. Salzburger Maler, der zuerst in Salzburg und ab etwa 1478 in Passau eine Werkstatt betrieb. Er war der Vater von Rueland Frueauf dem Jüngeren.

## Leben
Frueauf der Älter war der Vater Rueland Frueauf des Jüngeren. Seine Familie stammte möglicherweise aus dem Passauer Markt Obernberg am Inn oder aus Salzburg. Abteirechnungen der Benediktinerstifts St. Peter in Salzburg bezeugen eine Tätigkeit Frueaufs in den Jahren 1470, 1472, 1475, 1476. 1471 wird er namentlich in der alten Stadtchronik von Passau genannt, in der es heißt, dass dieser die von „Ruprecht Maller“ begonnenen Bildnisse im Rathaus vollendet habe. Am Valentinstag im Jahr 1478 wurde er in einer Rechnung des Stiftes St. Peter als Testamentsvollstrecker eines Georgius Peist erwähnt und dort gemeinsam mit einem weiteren Zeugen als Bürger der Stadt Salzburg lateinisch cives Salczburgenses bezeichnet. Sein Name taucht auch in weiteren Urkunden auf. Im Jahr 1480 wurde sein Name in einem Buch des fürsterzbischöflichen Konsistorialarchivs als noch lebendes Mitglied der „Alten Bürger Brüderschaft“ aufgeführt. In den Jahren 1480 bis 1484 stellte er die von Ruprecht begonnenen Fresken im Rathaus von Passau fertig und erwirbt sich das Passauer Bürgerrecht. Am 18. Mai 1484 wurde er durch ein Sendschreiben des Rates nach Salzburg berufen, um ein Gutachten über den geplanten Hochaltar der Stadtpfarrkirche abzugeben. Die Ausführung erfolgte jedoch durch Michael Pacher aus Bruneck. Frueauf war unterlegen, und das musste ihn hart getroffen haben, denn nach einer sechsjährigen Schaffenspause im Raum Salzburg und Passau, in der er in Nürnberg am Augustiner-Altar tätig war, hatte sich seine Kunst völlig gewandelt. 1498 musste er in Passau das Bürgerrecht neu erwerben, da ihm dieses inzwischen „um sein Verschulden […] aufgesagt gewesen, auf sein Bitten […] wieder zu- gesprochen“ wurde. Im Jahr 1503 erscheint sein Name letztmals im Zusammenhang mit einer Vormundschaft in einer Urkunde. Bis zu seinem Tod 1507 lebte er in Passau. Sein Name wird mit dem Meister von Großgmain in Zusammenhang gebracht. Wolfgang Maria Schmid gab an, dass er in erster Ehe mit der Schwester des Baumeisters Georg Blümel, verheiratet war, die 1503 verstarb. Spätere Untersuchungen ergaben, dass er sich damit irrte und diese vielmehr die erste Frau seines Sohnes gewesen sei.
Seine Werkstatt befand sich in der Kleinen Messergasse Nr. 14 in Passau.
Frueauf der Ältere war, wie das Fragment einer Grabinschrift angibt, mit einer Margreth verheiratet und starb am Abend der Auffahrt Christi im Jahr 1507.

## Werke (Auswahl)
- Österreichische Galerie Belvedere, Wien: Flügelretabel: Szenen aus dem Marienleben und der Passion Christi, um 1490/1491,
  - Verkündigung Mariens, 1490/1491, Inv.-Nr. 4838
  - Anbetung der Könige, 1490/1491, Inv.-Nr. 4839
  - Christus am Ölberg, 1490/1491, Inv.-Nr. 4840
  - Kreuztragung Christi, um 1490/1491, Inv.-Nr. 4842
  - Kreuzigung Christi, um 1490/1491, Inv.-Nr. 4843
  - Himmelfahrt Mariens, 1490, Inv.-Nr. 4844
  - Geburt Christi, um 1490/1491, Inv.-Nr. 4955
  - Geißelung Christi, 1491, Inv.-Nr. 4841
- Österreichische Galerie Belvedere, Wien: Bildnis eines jungen Mannes (Jobst Seyfried?), um 1495, Inv.-Nr. 4828
- um 1490 Freudenseer Flügelaltar der Kapelle der Burg Freudensee, übertragen in die Pfarrkirche St. Vitus in Hauzenberg
- Germanisches Nationalmuseum Nürnberg
  - Einzelne Tafeln des Augustiner-Altars in Nürnberg von 1487.[7]